# Barbara Sloesen
 (décembre 2018).
Barbara Sloesen, née le 15 juillet 1988 à Oud-Beijerland, est une actrice néerlandaise.

## Biographie
Sloesen est diplômée de la Toneelacademie Maastricht en 2013. Après plusieurs productions théâtrales et télévisuelles, elle obtient le rôle d'Anna Brandt dans le feuilleton Goede tijden, slechte tijden en 2014. Elle a joué ce rôle jusqu'en 2017. C'était son premier rôle majeur dans une production télévisée néerlandaise. 
Elle a ensuite joué dans des longs métrages tels que Mannenharten 2, Rokjesdag et Onzejongens. En 2018 et 2020, elle décroche des rôles principaux dans les longs métrages Zwaar verliefd (1 et 2) et Alles is zoals het zou moeten zijn, qui sont également sortis sur Netflix.

## Filmographie

### Téléfilms
- 2004 : Grijpstra & De Gier (nl) : Eva Tersteeghe
- 2007 : Onderweg naar Morgen : Maartje Berger
- 2010 : Flikken Maastricht	: La serveuse
- 2014 : Celblok H (nl) : Journaliste
- 2014 : Basile H. : Alice/Serveerster
- 2014-2017 : Goede tijden, slechte tijden : Anna Brandt
- 2017-2018 : Mako Mermaids : Ondina
- 2017-2018 :	Soof: een nieuw begin : Joy
- 2019 : Flikken Maastricht : Caroline van Dijk
- 2020 : Undercover ; Julia

### Cinéma
- 2014 : Johan en de verenkoning (nl) : Moeder Konijn
- 2015 : Mannenharten 2 (nl) : Maaike
- 2016 : Rokjesdag (nl) : Mika
- 2016 : Onze Jongens (nl) : Katja
- 2017 : Coco : Mamá
- 2018 : Zwaar verliefd! (nl) : Isa
- 2019 : Verliefd op Cuba (nl) : Trijntje